# Partito del Progresso (Norvegia)
Il Partito del Progresso (in bokmål Fremskrittspartiet; in nynorsk Framstegspartiet; FrP) è un partito politico norvegese conservatore nazionale e di destra libertaria, spesso viene anche considerato da media ed accademici come populista di destra.
I valori del partito sono focalizzati su libertà civili, individualismo e governo limitato. È il terzo partito politico più grande del Paese, con 26 rappresentanti nello Storting norvegese. Il partito ha fatto parte della coalizione di governo di centro-destra dal 2013 al gennaio 2020. Il suo attuale leader, Sylvi Listhaug, ha ricoperto vari ruoli ministeriali nel Governo Solberg.
Il Partito del Progresso si concentra sulla logica "legge e ordine", sul ridimensionamento della burocrazia e del settore pubblico; l'FrP si auto-identifica come un partito liberale in materia economica che compete con la sinistra per rappresentare i lavoratori norvegesi. Il partito si è ufficialmente opposto all'adesione della Norvegia all'Unione Europea dal 2016, dopo essere stato neutrale sulla questione in precedenza. Il Partito del Progresso chiede una politica di immigrazione stringente, l'integrazione degli immigrati e l'allontanamento degli immigrati clandestini o degli stranieri che commettono reati. Durante la sua coalizione di governo dal 2013, il partito ha supervisionato la creazione di un Ministro per l'Integrazione e ha aumentato il processo di espulsione dei richiedenti asilo respinti o degli immigrati con condanne penali. È stato descritto come anti-immigrazione; tuttavia, l'FrP sostiene anche la libera migrazione da e verso l'Unione Europea attraverso lo Spazio Economico Europeo e l'assistenza ai rifugiati attraverso la Convenzione delle Nazioni Unite sullo status dei rifugiati. Dopo l'invasione russa dell'Ucraina nel 2022, il Partito del Progresso si è dimostrato disponibile ad accogliere i rifugiati ucraini.

## Storia
Fondato nel 1973 da Anders Lange come movimento anti-tasse, il partito intende valorizzare i diritti civili e il libero mercato. Dagli anni '90, oltre che contro l'eccesso di pressione fiscale, si batte anche per il contrasto dell'immigrazione.
Alle elezioni del settembre 2005 si è affermato come secondo partito norvegese ricevendo il 22,1% dei voti, restando all'opposizione del Partito Laburista. Un grande balzo in avanti rispetto al 14,6% che aveva preso alle elezioni del 2001 in cui aveva appoggiato dall'esterno un governo di centro destra formato dai conservatori, liberali e democratici cristiani.
Alle elezioni del 2009 ottiene il 22,9% e 41 seggi, mentre alle successive elezioni del 2013 scende al 16,3% e 29 seggi.
Alle elezioni del 2017 ottiene il 15,2%, confermandosi terzo partito con 27 seggi.
Alle elezioni del 2021 ottiene l'11,6%, scendendo come quarto partito con 25 seggi.

## Ideologia e posizioni politiche
Il partito è stato descritto come di destra e di estrema destra.

## Leader
- Anders Lange (1973–1974)
- Eivind Eckbo (1974–1975)
- Arve Lønnum (1975–1978)
- Carl Ivar Hagen (1978–2006)
- Siv Jensen (2006–in carica)

## Risultati elettorali
| Elezione          | Voti    | %    | Seggi    | Posizione                               |
| ----------------- | ------- | ---- | -------- | --------------------------------------- |
| Parlamentari 2001 | 369.236 | 14,6 | 26 / 169 | Maggioranza                             |
| Parlamentari 2005 | 582.284 | 22,1 | 38 / 169 | Opposizione                             |
| Parlamentari 2009 | 614.717 | 22,9 | 41 / 169 | Opposizione                             |
| Parlamentari 2013 | 463.711 | 16,3 | 29 / 169 | Maggioranza                             |
| Parlamentari 2017 | 444.681 | 15,2 | 27 / 169 | Maggioranza (Appoggio esterno dal 2020) |
| Parlamentari 2021 | 346.474 | 11,6 | 25 / 169 | Opposizione                             |